# Disputa sugli universali
La disputa sugli universali (quaestio de universalibus) è la maggiore questione filosofico-teologica della scolastica, avente per base il concetto degli universali.

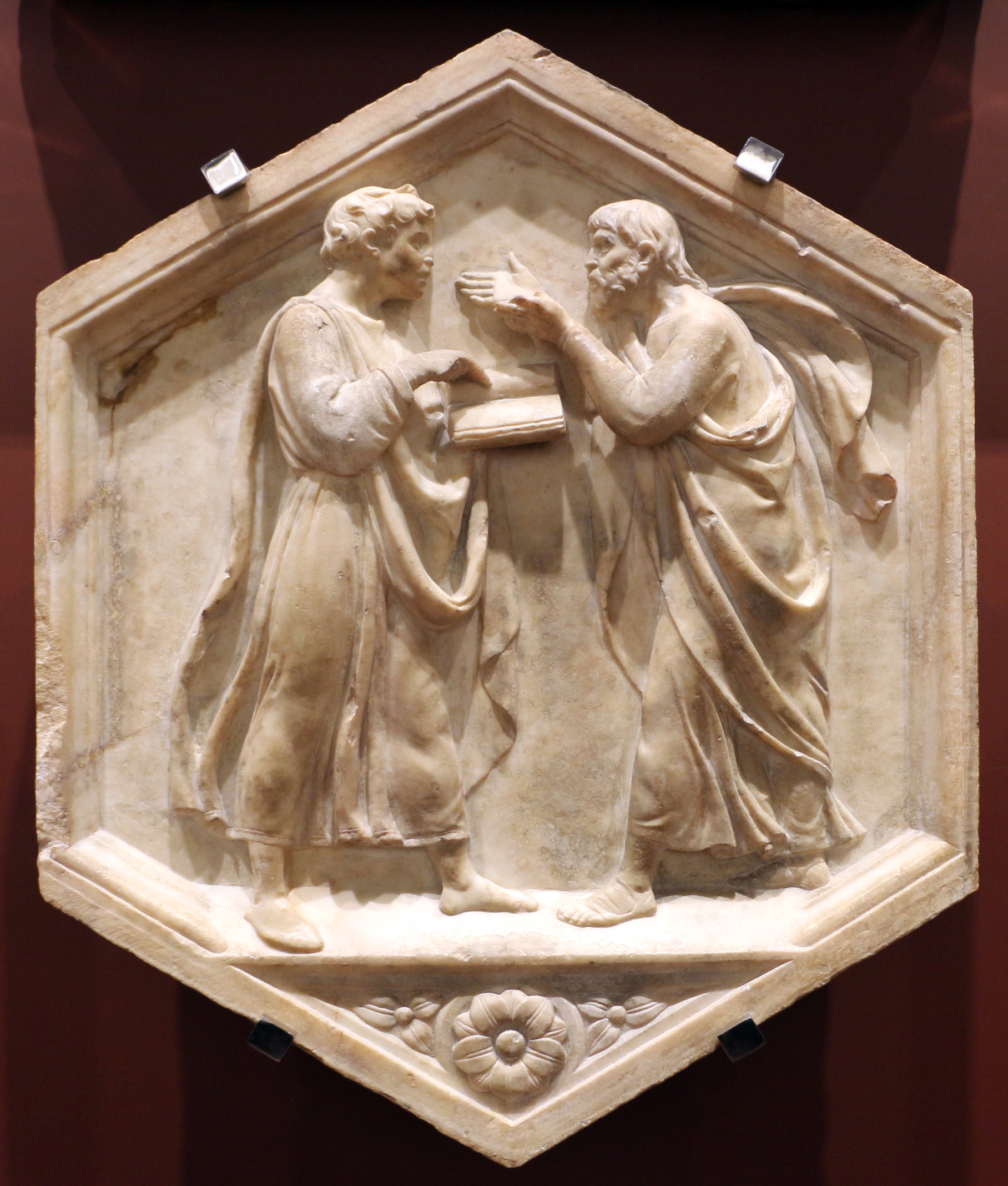
Disputa teologica (bassorilievo di Luca della Robbia raffigurante l'allegoria della dialettica, Firenze, 1437 circa)

La questione si originò da un passo dell'Isagoge, opera del filosofo pagano Porfirio (discepolo di Plotino), tradotta e commentata da Boezio, nella quale si trattava della definizione dei termini universali di genere e specie (per esempio animale, uomo ecc.) applicabili a una molteplicità di individui.
Gli scolastici ripresero il problema, adattandolo al contesto culturale cristiano.

## Realisti e nominalisti
Porfirio aveva formulato la questione nel modo seguente: 
(Porfirio, Isagoge)

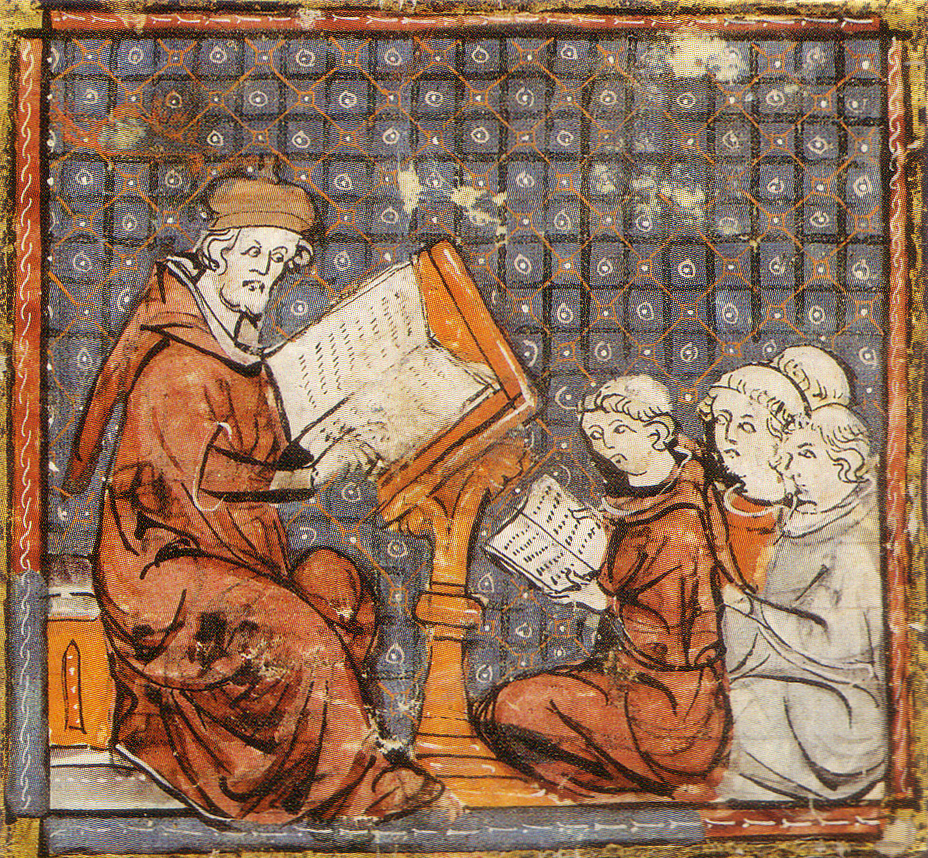
Un magister e i suoi allievi, nella schola universitaria di Parigi (dalle Grandes Chroniques de France)

La disputa si sviluppò nel XII secolo, contrapponendo Anselmo d'Aosta e Guglielmo di Champeaux, sostenitori della realtà degli universali (realismo), a coloro che sostenevano invece il carattere nominalistico degli universali (nominalismo), come Roscellino.
Il rapporto tra voces e res, tra linguaggio e realtà, al centro degli studi grammaticali e della dialettica, costituisce l'elemento essenziale della questione degli universali, vivacemente dibattuta nel secolo XII per le sue implicazioni linguistiche, gnoseologiche e teologiche.
Più in generale si tratta di un problema che riguarda la determinazione del rapporto tra idee o categorie mentali, espresse con termini linguistici, e le realtà extramentali, tra le voces e le res, tra le parole e le cose. Il problema investe dunque il fondamento e la validità della conoscenza e in genere del sapere umano. Possiamo ancora riformulare il problema e le soluzioni in questo modo:
gli universali possono essere:
- ante rem, ovvero esistono prima delle cose nella mente di Dio;
- in re, ovvero gli universali sono all'interno delle cose stesse, come essenza reale;
- post rem, ovvero gli universali sono un prodotto reale della nostra mente, che svolge quindi una funzione autonoma nella elaborazione dei concetti.

Gli universali, quindi, o sono reali ed esistono prima delle cose, in Dio prima della creazione, o esistono nelle cose come essenza, conformemente al pensiero di Aristotele, o, infine, assumono realtà solo nel momento in cui la mente li ha formati.
Su questi punti si dividono i realisti, a cui si contrappongono i nominalisti, i quali negano qualsiasi realtà all'universale, che per essi è un semplice nome, flatus vocis.

## Le implicazioni teologiche

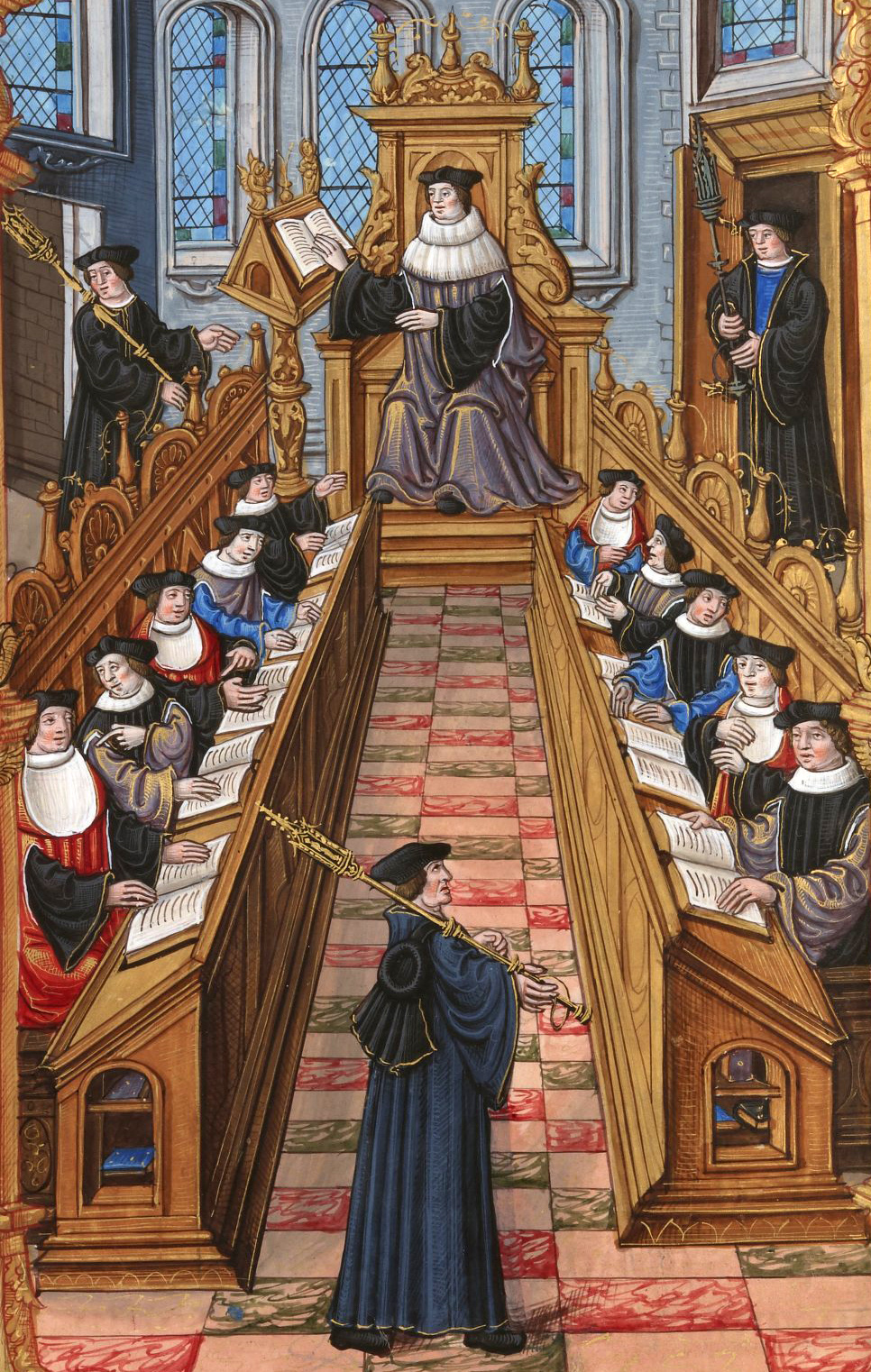
Convegno di dottori all'Università di Parigi (dal manoscritto Chants royaux, Biblioteca Nazionale di Parigi, 1537)

La disputa assunse ben presto connotazioni teologiche.
Roscellino, sostenendo il nominalismo, affermava che come l'umanità non è nulla di per sé, poiché la sua vera realtà è costituita dagli uomini, questi sì reali, che la compongono, sicché la divinità non è qualcosa di comune alle Tre Persone della Trinità, ma ognuna delle tre – il Padre, il Figlio e lo Spirito Santo – è una realtà distinta dalle altre, per quanto identiche per il potere e la volontà.
Roscellino fu accusato, da Anselmo e da Abelardo, di triteismo, in quanto negatore del dogma della Trinità. Questa dottrina venne condannata dal Concilio di Soissons nel 1092. Roscellino per evitare la condanna dichiarò di avere errato e ritrattò.

## La soluzione concettualistica
Abelardo, discepolo prima di Roscellino e in seguito di Guglielmo di Champeaux, contestò ambedue le tesi contrapposte.
Innanzitutto, non si può sostenere la realtà dell'universale ante rem, poiché nessuno è in grado di conoscere la mente divina, né ha senso sostenere l'esistenza dell'universale nelle cose, poiché esse sono sempre individuali, ma l'errore fondamentale che accomuna i realisti e i nominalisti è concordare nell'attribuire all'universale la caratteristica di res, cosa, che per i primi è un'essenza trascendente, per i secondi una mera vox, un'emissione vocale, un semplice nome.
In effetti – sostiene Abelardo – l'universale non è una cosa, non è nulla di materiale che stia negli individui o fuori di essi (in re o ante rem) ma è un sermo, un discorso, un significato logico-linguistico prodotto dalla nostra mente che elabora la realtà ma che non coincide con essa, limitandosi ad attribuirle un senso.
La novità nel dibattito, dovuta alla soluzione concettualistica, è il passaggio della discussione dall’esistenza degli universali al loro significato.

## La soluzione di Alberto Magno e Tommaso d'Aquino

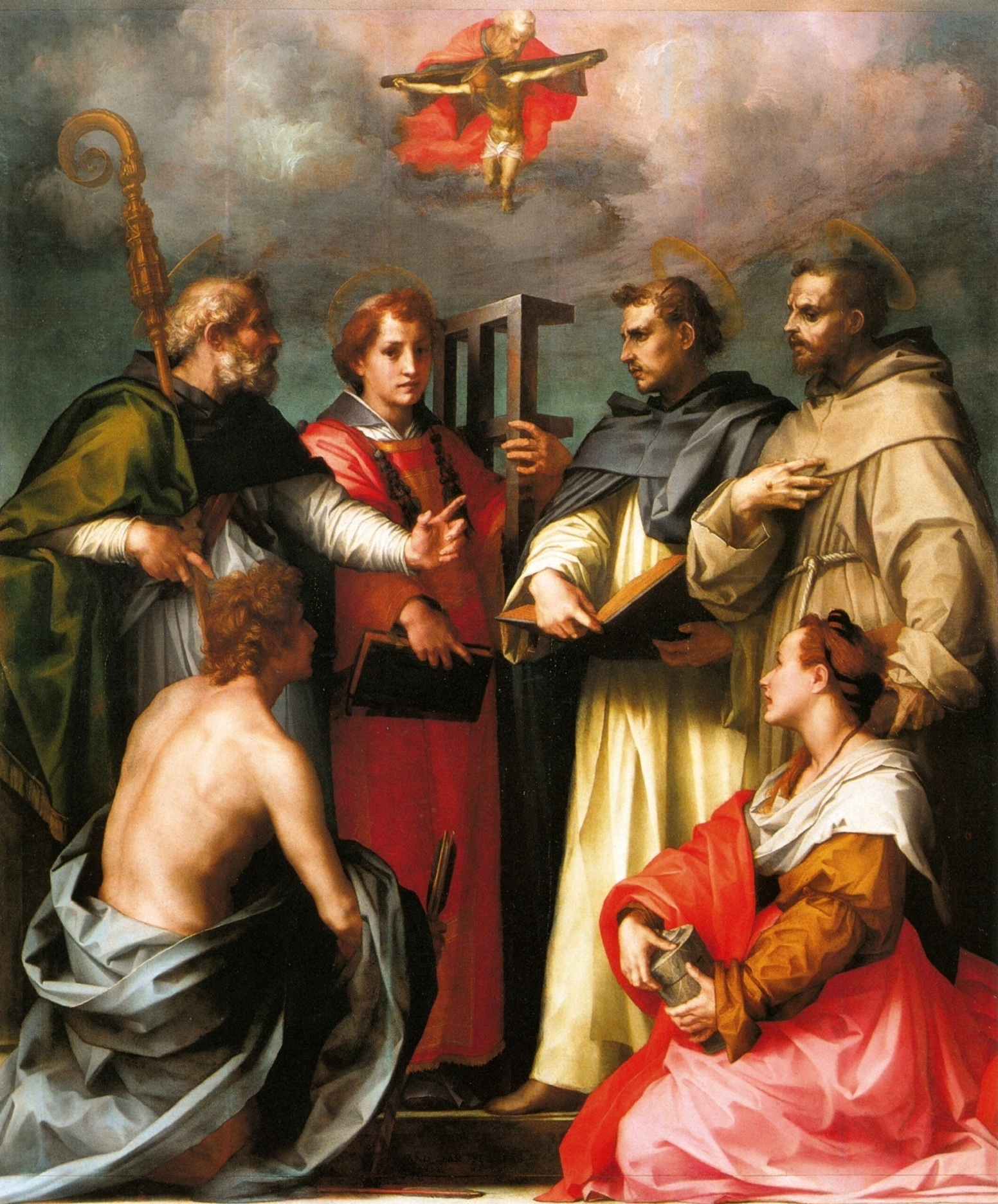
Disputa teologica sulla Trinità (di Andrea del Sarto, 1517)

Il compromesso fra le tre soluzioni della disputa degli universali fu trovato da Alberto Magno e Tommaso d'Aquino.
Gli universali sono: 
- ante rem (hanno una realtà che precede le cose individuali: realismo) in quanto esistono ab aeterno nella mente di Dio, esistono fin da prima delle cose create;
- sono in re giacché costituiscono quell'essenza introdotta da Dio nelle cose all'atto della loro creazione;
- sono infine post rem poiché la mente dell'uomo nell'elaborazione della realtà è in grado di estrarli dalle cose mediante l'astrazione e trasformarli in immagini mentali, in concetti e alla fine in parole e in segni convenzionali.

All'interno dell'universale post rem si distingue una intentio prima o universale metafisico («che non è né uno né molteplice, ed è termine della definizione», cioè intenzione che si rivolge alle cose individuali) dalla intentio secunda (che è il genere o la specie astratta dalla mente, e che può essere predicata di uno o più individui).